# Caloprymnus campestris
Pour les articles homonymes, voir Kangourou (homonymie) et Rat-kangourou du désert.
Genre
Espèce
Statut de conservation UICN

 EX  : Éteint
Statut CITES
Le rat-kangourou du désert (Caloprymnus campestris) ou kangourou-rat du désert, est une espèce de mammifères marsupiaux qui vivait dans la partie centrale de l'Australie. Découverte par la science en 1841, cette espèce n'a pas été revue depuis 1935. Elle est considérée aujourd'hui comme éteinte.

## Habitat
On le retrouvait en Australie dans les regs, les dunes et sur les sols argileux. Celui-ci construisait son abri sous un buisson ou directement sur le sol à l'air libre.

## Extinction
Il y a peu d'information sur l'extinction de cet animal, mais on sait que le dernier spécimen qui fut aperçu de façon confirmée, le fut en 1935. Des observations non confirmées ont été annoncées pour 1956-1957 et 1974-1975, tout de suite après la saison des pluies. Endémique d'Australie centrale, l'espèce n'a jamais été très abondante. Les scientifiques pensent que la dégradation de l'habitat par l'activité humaine et l'introduction d'espèces comme les chats et les renards sont à l'origine de son extinction.

### Liens taxonomiques
- (en) Mammal Species of the World (3e  éd., 2005) :  Caloprymnus campestris
- (fr + en) ITIS : Caloprymnus campestris  (Gould, 1843)
- (en) Animal Diversity Web : Caloprymnus campestris
- (en) NCBI : Caloprymnus campestris (taxons inclus)
- (en) UICN : espèce Caloprymnus campestris Gould, 1843 (consulté le 16 mai 2015)
- (fr + en) CITES : espèce Caloprymnus campestris (Gould, 1843)  (+ répartition) (sur le site de l’UNEP-WCMC)
- (fr) CITES : taxon  Caloprymnus campestris (sur le site du ministère français de l'Écologie) (consulté le 16 mai 2015)